# كاروغ (أنغلزي)
كاروغ (بالإنجليزية: Carrog, Llanbadrig)‏ هي منطقة سكنية تقع في ويلز في أنغلزي.

## أعلام
- أوين توماس